# Маеке, Джон
Джон Маеке (англ. John Maeke; род. 6 июня 1962) — соломонский легкоатлет, специалист по бегу на длинные дистанции и марафону. Выступал за сборную Соломоновых Островов по лёгкой атлетике в конце 1980-х годов, участник летних Олимпийских игр в Сеуле.

## Биография
Джон Маеке родился 6 июня 1962 года.
Наивысшего успеха в своей спортивной карьере добился в сезоне 1988 года, когда вошёл в основной состав соломонской национальной сборной и благодаря череде удачных выступлений удостоился права защищать честь страны на летних Олимпийских играх в Сеуле. На предварительном квалификационном этапе бега на 10000 метров показал время 35:16,93 и не смог пройти в следующую стадию соревнований. Стартовал также в марафоне, но не финишировал и не показал никакого результата.
После сеульской Олимпиады Маеке больше не показывал сколько-нибудь значимых результатов в лёгкой атлетике на международной арене.
Известно, что в 1989 году он установил свой личный рекорд в беге на 10000 метров, преодолев дистанцию за 34:57,0.